# Bazangan
Bazangan (perz. بزنگان) je naselje u Razavi Horasanu na sjeveroistoku Irana, smješteno približno 70 km zapadno od Sarahsa. Nalazi se podno sjeveroistočnih padina Kara-Daga na nadmorskoj visini od 1035 m. Gospodarstvo naselja orijentirano je na poljoprivredu, a prometno je povezan odvojkom državne ceste ceste 22 koja povezuje Sarahs i Mašhad. Prema popisu stanovništva iz 2006. godine u Bazanganu je živjelo 3697 ljudi odnosno 915 obitelji. Oko 3,5 km zapadno od naselja nalazi se Bazangansko jezero.

## Poveznice
- Razavi Horasan